# 1168 Брандія
1168 Брандія (1168 Brandia) — астероїд головного поясу, відкритий 25 серпня 1930 року.
Тіссеранів параметр щодо Юпітера — 3,372.